# Championnat de Chypre de football 1937-1938
Navigation
Saison précédente Saison suivante
La saison 1937-1938 du Championnat de Chypre de football était la 4e édition officielle du championnat de première division à Chypre. Les cinq meilleurs clubs du pays se retrouvent au sein d'une poule unique, la Cypriot First Division, où ils s'affrontent deux fois, à domicile et à l'extérieur. Cette saison, seuls cinq clubs s'alignent car l'Olympiakos Nicosie et l'Anorthosis Famagouste n'ont pas pris part au championnat.
C'est le club de l'APOEL Nicosie, double tenant du titre, qui remporte à nouveau la compétition en terminant invaincu en tête du championnat. Il s'agit du 3e titre de champion de Chypre de l'histoire du club. L'APOEL remporte son titre alors que le championnat n'est pas terminé puisque huit rencontres n'ont jamais été disputées.

## Les 5 clubs participants
| - Trast AC - APOEL Nicosie - Çetinkaya Türk SK - AEL Limassol - Aris Limassol |

## Compétition

### Classement
Le barème utilisé pour établir le classement est le suivant :
- Victoire : 2 points
- Match nul : 1 point
- Défaite : 0 point

| Rang | Équipe            | Pts | J | G | N | P | Bp | Bc | Diff |
| ---- | ----------------- | --- | - | - | - | - | -- | -- | ---- |
| 1    | APOEL Nicosie T   | 11  | 6 | 5 | 1 | 0 | 29 | 11 | +18  |
| 2    | Trast AC C        | 5   | 4 | 1 | 3 | 0 | 7  | 5  | +2   |
| 3    | Çetinkaya Türk SK | 5   | 4 | 2 | 1 | 1 | 8  | 10 | -2   |
| 4    | AEL Limassol      | 3   | 5 | 1 | 1 | 3 | 15 | 14 | +1   |
| 5    | Aris Limassol     | 0   | 5 | 0 | 0 | 5 | 5  | 25 | -20  |

|  | Vainqueur du championnat de Chypre 1937-1938                                           |
|  | T : Tenant du titre C : Vainqueur de la Coupe de Chypre P : Promu de deuxième division |

## Bilan de la saison
| Championnat de Chypre de football 1937-1938 |                          |
| Champion                                    | APOEL Nicosie (3e titre) |
| Coupes et trophées                          |                          |
| Vainqueur de la Coupe de Chypre 1937-1938   | Trast AC                 |
| Promotions et relégations                   |                          |
| Promus en Cypriot First Division            | Aucun                    |
| Relégués en Cypriot Second Division         | Aucun                    |